# مهدی سعیدی

مهدی سعیدی یک هنرمند و طراح ایرانی متولد سال ۱۳۵۸ در تهران است.
او تحصیلات خود را ابتدا در رشته گرافیک از هنرستان هنری مالک اشتر آغاز کرد و سپس در رشته هنر و طراحی از دانشگاه کمبریج فارغ‌التحصیل شد.و به صورت پاره وقت در دانشگاه تاوسان مریلند به تدریس طراحی گرافیک می‌پردازد.
زیبایی‌شناسی طراحی‌های سعیدی تحت تأثیر تمرکز او بر طراحی‌های شرقی، میراث و سنت است و از خوشنویسی، طراحی و تایپوگرافی برای تبدیل حروف فارسی به شکل و اشکال مختلف استفاده می‌کند.
آثار هنری مهدی سعیدی در چندین مجله معتبر بین‌المللی منتشر شده‌اند و او موفق به کسب چندین جایزه معتبر داخلی و بین‌المللی شده است، از جمله:
- جایزه بزرگ، سومین نمایشگاه بین‌المللی پوستر تایوان، ۲۰۰۷[۸][۹]
- جایزه بزرگ، نمایشگاه دعوتی بین‌المللی سه سالانه پوستر اوزاکا، ژاپن ۲۰۰۹[۱۰]
- جایزه بزرگ، پانزدهمین نمایشگاه دعوتی بین‌المللی پوستر کلورادو، آمریکا، ۲۰۰۷[۱۱]

علاوه بر این چندین انتشارات از مجموعه مهدی سعیدی و همچنین گزیده‌ای از آثار هنری وجود دارد که یکی از موارد اخیر در سال ۱۳۹۲ با عنوان "از خط تا خط " در ۳۸۴ صفحه منتشر شده است.
علاوه بر این، وی در میان ۳۰ طراح در چاپ دوم «اربابان جدید طراحی پوستر» قرار دارد که دارای بهترین طراحیان پوستر است که در حال حاضر در سراسر جهان کار می‌کنند،
او همچنین عضو انجمن طراحان گرافیک بین‌المللی AGI شد.

## کتاب
- سعیدی در سال ۱۳۹۲، کتاب از خط تا خط را منتشر کرد.[۱۷][۱۸] این کتاب مجموعه ای از آثار او در طی ۱۴ سال تلاش حرفه ای است[۱۹] که نشان دهنده رویکرد او به خوشنویسی تصویرنگار و طراحی گرافیکی است.[۲۰]این کتاب با معرفی هنرمندان مشهور تجسمی از جمله: آلن لو کورنک از فرانسه، رنه ونر و نیکلاس تراکسلر از سوئیس، یو. جی ساتو از ژاپن و آیدین آغداشلو از ایران آغاز می‌شود.[۲۱]

## افتخارات و جوایز
- جایزه بزرگ، نمایشگاه هنرهای تجسمی، ایران، ۱۹۹۸ و ۱۹۹۹[۲۲]
- جایزه ویژه هفتمین دوسالانه بین‌المللی پوستر مکزیک، ۲۰۰۲[۲۳]
- دیپلم افتخار، اولین نمایشگاه طراحی جلد کتاب در شانزدهمین نمایشگاه بین‌المللی کتاب تهران، ایران، ۲۰۰۳[۲۴]
- رتبه اول اولین دوسالانه بین‌المللی پوستر جهان اسلام در بخش فرهنگی، ایران، ۲۰۰۴[۲۵]
- کتاب برگزیده، مرکز ژرژ پمپیدو، فرانسه، ۲۰۰۴[۲۶]
- جایزه سوم، ششمین دوره سومین دوره بین‌المللی پوسترها و گرافیک‌های اکو، "بلوک ۴"، ۲۰۰۶،[۲۷]
- جایزه سوم سه سالانه بین‌المللی پوستر خارکف اکراین[۲۸]
- جایزه ویژه ششمین سه سالانه بین‌المللی پوستر ترناوا، اسلواکی، ۲۰۰۶[۲۹]
- جایزه بزرگ سومین نمایشگاه بین‌المللی پوستر تایوان، ۲۰۰۷[۳۰]
- جایزه بزرگ پانزدهمین نمایشگاه دعوتی بین‌المللی پوستر کلورادو آمریکا، ۲۰۰۷[۳۱]
- جایزه اول اولین مسابقه طراحی لوگوی شخصی ایران، ۲۰۰۸[۳۲]
- جایزه بزرگ نمایشگاه سه سالانه پوستر اوزاکا ژاپن، ۲۰۰۹"[۳۳]
- جایزه سوم دوسالانه بین‌المللی پوستر جهان اسلام، ایران ۲۰۱۰[۳۴]
- جایزه ویژه هفدهمین نمایشگاه پوستر کلورادو آمریکا، ۲۰۱۱[۳۵]
- مدال برنز پنجمین نمایشگاه بین‌المللی پوستر تایوان، ۲۰۱۱[۳۶]
- رتبه اول دوازدهمین سه سالانه پوستر اکو پلاکاتاسلواکی، ۲۰۱۱[۳۷]
- جایزه ویژه دومین دوسالانه بین‌المللی پوسترهای سیاسی اجتماعی لهستان، ۲۰۱۲[۳۸]
- مدال طلای مجله بین‌المللی گرافیک آمریکا، ۲۰۱۳[۳۹]
- جایزه ویژه هیئت داوران ششمین نمایشگاه پوستر تایوان، ۲۰۱۳[۴۰]
- جایزه چهارم دوازدهمین دوره سه سالانه بین‌المللی پوسترهای سیاسی مونس بلژیک، ۲۰۱۳[۴۱]